# VIII edició dels Premis Ariel
La VIII edició dels Premis Ariel, organitzada per l'Acadèmia Mexicana d'Arts i Ciències Cinematogràfiques (AMACC), es va celebrar el 1953 per celebrar el millor del cinema durant l’any anterior

## Premis i nominacions[1]
Nota: Els guanyadors estan llistats primer i destacats en negreta.⭐
| Millor pel·lícula - No atorgat ⭐ - El rebozo de Soledad – Cinematográfica Televoz, S.T.P.C - Mi esposa y la otra- Royal Films - Subida al cielo - Producciones Isla    | Millor direcció - No atorgat ⭐ - Roberto Gavaldón -El rebozo de Soledad - Alfredo B. Crevenna – Mi esposa y la otra - Luis Buñuel - Subida al cielo                                |
| Millor actor - Pedro Armendáriz – El rebozo de Soledad ⭐ - Arturo de Córdova – Mi esposa y la otra - Pedro Infante – Un rincón cerca del cielo                         | Millor actriu - Estela Inda - El rebozo de Soledad ⭐ - Libertad Lamarque – La loca - Marga López – Un rincón cerca del cielo                                                       |
| Millor coactuació masculina - Carlos López Moctezuma – El rebozo de Soledad ⭐ - Domingo Soler - El rebozo de Soledad - Luis Aceves Castañeda – Subida al cielo         | Millor coactuació femenina - Silvia Pinal – Un rincón cerca del cielo ⭐ - María Douglas – La ausente - Carmen Montejo – Sor Alegría                                                |
| Millor actor de repartiment - José Elías Moreno – La bestia magnífica ⭐ - Manuel Dondé – Subida al cielo - Gilberto González – El rebozo de Soledad                    | Millor actriu de repartiment - Rosaura Revueltas – El rebozo de Soledad ⭐ - Magda Donato – Sor Alegría - Virginia Manzano – Sor Alegría                                            |
| Millor argument original - No atorgat ⭐ - Leopoldo Baeza y Aceves – Con todo el corazón - Juan H. Durán y Casahonda – Marejada - Manuel Altolaguirre - Subida al cielo | Millor guió adaptat - No atorgat ⭐ - José Revueltas/Roberto Gavaldón – El rebozo de Soledad - Edmundo Báez, Dino Maiuri – Mi esposa y la otra - Chano Urueta - La bestia magnífica |
| Millor fotografia - Gabriel Figueroa – El rebozo de Soledad ⭐ - Gabriel Figueroa – Cuando levanta la niebla - Alex Phillips – Rostros olvidados                        | Millor edició - Jorge Bustos – La bestia magnífica ⭐ - Gloria Schoemann - Cuando levanta la niebla - Charles L. Kimball – El rebozo de Soledad                                     |
| Millor escenografia - Salvador Lozano Mena – El rebozo de Soledad ⭐ - Manuel Fontanals – Cuando levanta la niebla - Jesús Bracho – La ausente                          | Millor música de fons - Gustavo César Carrión– Marejada ⭐ - Francisco Domínguez – El rebozo de Soledad - Raúl Lavista – La ausente                                                 |
| Millor so - José B. Carles – El rebozo de Soledad ⭐ - Javier Mateos - La loca - Rodolfo Benítez – Mi esposa y la otra                                                  | Millor actuació infantil - Angélica María – Mi esposa y la otra ⭐ - Joaquín Roche hijo – Marejada ⭐                                                                               |
| Millor actuació juvenil - Jaime Fernández – El rebozo de Soledad ⭐ - Alma Delia Fuentes – Mi esposa y la otra - Anabelle Gutiérrez – Rostros olvidados                 | Premi especial - No concedit ⭐ |

## Premis i nominacions múltiples
| Pel·lícula                | Nominacions | Premis |
| ------------------------- | ----------- | ------ |
| El rebozo de Soledad      | 8           | 8      |
| Mi esposa y la otra       | 5           | 1      |
| Subida al cielo           | 5           | 0      |
| Un rincón cerca del cielo | 3           | 1      |
| La loca                   | 2           | 0      |
| La ausente                | 3           | 0      |
| Sor Alegría               | 3           | 0      |
| Con todo mi corazón       | 1           | 0      |
| Marejada                  | 2           | 1      |
| La bestia magnífica       | 1           | 2      |
| Cuando levanta la niebla  | 3           | 0      |
| Rostros olvidados         | 2           | 0      |